# Антонова Марія Борисівна
Марія Борисівна Антонова (1915—1984) — доярка племінного молочного радгоспу «Караваєво» Костромського району Костромської області, Герой Соціалістичної Праці (1949).

## Біографія
Народилася 18 липня 1915 року в селі Лихачове Судиславльського району Костромської області в селянській родині.
У роки Другої світової війни овдовіла і з трьома малолітніми дітьми приїхала і вступила дояркою в радгосп «Караваєво» в бригаду Є. М. Вороніної, в майбутньому Героя Соціалістичної Праці, і незабаром отримала постійну групу племінних корів.
У 1930-х роках фахівцями радгоспу «Караваєво» під керівництвом старшого зоотехніка радгоспу С. І. Штеймана була виведена нова порода великої рогатої худоби, що відрізняється особливо високими надоями і відома зараз як Костромська. Племрадгосп став давати рекордні надої молока і досягнення караваєвців стали відомі не тільки на весь Радянський Союз, але й за кордоном.
Наприкінці 1936 року в караваєвському стаді було багато корів-рекордисток, кожна з них могла дати за рік більше 7 тисяч літрів молока.
Під час війни, незважаючи на всі труднощі, вдалося зберегти племінне ядро нової породи. Племрадгосп постачав молоком і маслом дитячі садки, лікарні та військові частини. В 1944 році була офіційно затверджена Костромська порода великої рогатої худоби.
За підсумками роботи 1947 року за отримання від 8 корів по 5227 кілограмів молока (190 кг молочного жиру) нагороджена орденом Леніна.
У 1948 році в середньому від кожної з 8 корів отримала за 5874 кілограма молока (221 кг молочного жиру).
Указом Президії Верховної Ради СРСР від 12 липня 1949 року Антоновій Марії Борисівні присвоєно звання Героя Соціалістичної Праці з врученням ордена Леніна і золотої медалі «Серп і Молот».
Марія Борисівна виростила дев'ятьох дітей.
Померла 26 березня 1984 року.

## Нагороди
- Герой Соціалістичної Праці (1949)
- Орден Леніна (1948)
- Орден Леніна (1949)
- Орден Леніна (1950)
- Орден «Материнська слава» 1 ступеня
- медалі